# Leonor Enríquez
Leonor Enríquez (m. después de 1424), conocida también como Leonor de Castro, fue una dama castellana e hija ilegítima, según la mayoría de los autores, de Pedro Enríquez de Castilla, conde de Trastámara, Lemos y Sarria, aunque otros la consideran hija legítima de dicho magnate y de su esposa, Isabel de Castro.
Fue bisnieta del rey Alfonso XI de Castilla.

## Orígenes familiares
Eduardo Pardo de Guevara y Valdés, basándose en las obras de otros autores y en sus propias investigaciones, afirmó que Leonor Enríquez fue hija ilegítima del conde Pedro Enríquez de Castilla, aunque otros afirman que fue hija legítima suya y de su esposa Isabel de Castro. Pero en opinión de Pardo de Guevara y Valdés el hecho de que Leonor Enríquez se casara con individuos de la pequeña nobleza refuerza aún más la hipótesis de que hubiera sido hija extramatrimonial.
Además, era nieta por parte paterna de Fadrique Alfonso de Castilla, maestre de la Orden de Santiago y adelantado mayor de la frontera de Andalucía, y de una dama que posiblemente pertenecía a la familia Angulo de Córdoba. Y en caso de que Leonor hubiera sido hija legítima del conde Pedro Enríquez y de Isabel de Castro, sus abuelos por parte materna habrían sido Álvar Pérez de Castro, que fue conde de Arraiolos, primer condestable de Portugal y hermanastro de la célebre Inés de Castro, y María Ponce de León.
Fue hermana o posiblemente hermanastra de Fadrique Enríquez de Castilla, que llegaría a ser duque de Arjona, conde de Trastámara y pertiguero mayor de Santiago, y de Beatriz Enríquez de Castilla, que heredó la mayor parte de las posesiones del anterior y contrajo matrimonio con Pedro Álvarez Osorio, que llegó a ser señor de Cabrera y Ribera y I Condado de Lemos|conde de Lemos.

## Biografía

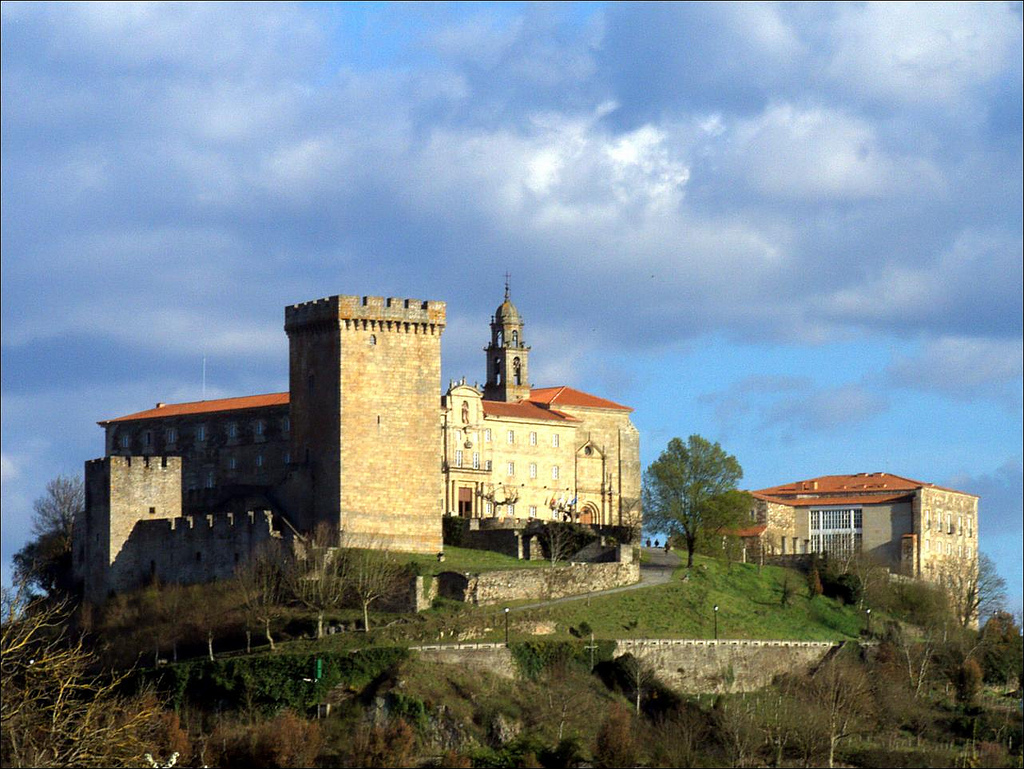
Vista general del castillo de Monforte de Lemos.

Se desconoce su fecha de nacimiento. Su padre, el conde Pedro Enríquez, que era nieto del rey Alfonso XI de Castilla, fue durante la mayor parte de su vida el magnate «más poderoso» o el «gran señor de Galicia», ya que ostentó los títulos de conde de Trastámara, Lemos, Sarria, Viana y El Bollo, señor de Traba y Castro Caldelas, y también pertiguero mayor de Santiago y comendero mayor de los obispados de Mondoñedo y Lugo y de numerosos monasterios gallegos, como el de Santa María de Meira y el de San Juan de Poyo.
Leonor Enríquez se casó por primera vez, y antes de 1394, con Juan de Novoa, que era hijo de Juan Pérez de Novoa y de Elvira Parada y cuya familia paterna, como señalaron diversos autores, formaba parte de la pequeña nobleza gallega que apoyaron y respaldaron, incluso con las armas, al conde Pedro Enríquez junto con otras familias como los Valcárcel, los Cadórniga, los Castillones, y los Taboada.
Juan de Novoa, el esposo de Leonor Enríquez, era señor de la Casa de Novoa, de Maceda, que era el antiguo solar de su familia y donde poseía un mayorazgo, y de la casa y castillo de Sandianes, entre otros lugares. Y el historiador Augusto de Burgos, que confundió a Juan de Novoa con su padre, Juan Pérez de Novoa, afirmó erróneamente que el primero fue un «fiel servidor» de Pedro I de Castilla y que defendió el puerto de Orense y toda la ribera del Miño de los ataques de las tropas inglesas del duque de Lancaster, Juan de Gante. Y el mismo autor también mencionó equivocadamente, al igual que Fernando Jurado Noboa, que los hijos de Leonor Enríquez y de Juan de Novoa se llamaron Nuño González de Novoa y Mayor de Novoa, aunque en realidad sus nombres eran María y Suero Yáñez de Novoa.

En 1394 se reanudó en Orense el pleito entre el padre de Leonor, que poseía en dicha ciudad la fortaleza de Castelo Ramiro y el puente sobre el río Miño junto con su pontazgo, constituyendo ambos su base de poder en esa ciudad, y el cabildo catedralicio de Orense, que reclamaba la posesión de ambos. Y en el caso del puente sobre el Miño el conde resultó muy beneficiado, ya que el alcaide del mismo, que era su yerno Juan de Novoa, retuvo el puente y el derecho de pontazgo y llegó a arrendar el «servicio de barcas de Portobello», que pertenecía al cabildo catedralicio y al que se negó a abonar la renta correspondiente por ese arrendamiento.

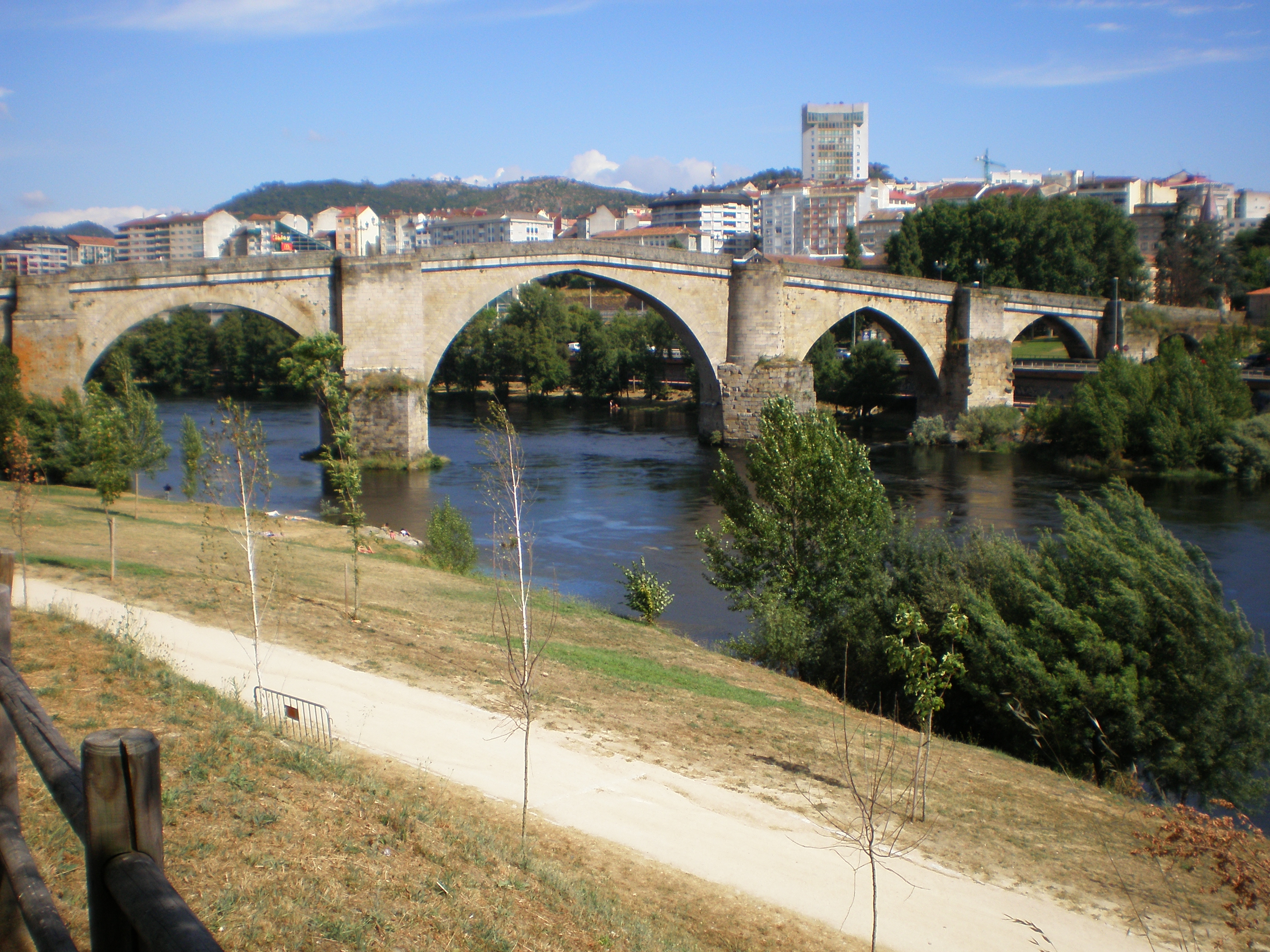
Puente medieval de Orense.

El conde Pedro Enríquez cedió en 1394 al esposo de su hija Leonor, que era uno de sus principales partidarios en la ciudad de Orense, los cotos de Nogales y Moreiro, que habían pertenecido a la Orden del Temple hasta principios del siglo XIV y habían sido donados al conde Pedro por su tío, el rey Enrique II de Castilla. Y el conde también cedió a Juan de Novoa el 8 de junio de 1394 los cotos de San Vicente y de Molgas, que se encontraban en «tierra de Limia». Y según consta en un documento del archivo de la catedral de Orense, el 28 de mayo de 1397 Juan de Novoa, declarándose hijo de Juan Pérez de Novoa y de Elvira y con el permiso de su esposa Leonor Enríquez, concedió a foro junto con esta última a un vecino de Vide llamado Juan Alfonso el lugar de Astariz por la cuarta parte de las rentas y por otras tres libras que le correspondían «de derecho».
El conde Pedro Enríquez, padre de Leonor, falleció el 2 de mayo de 1400 en Orense, y en el testamento que otorgó el día 29 de abril del mismo año en dicha ciudad, que no ha llegado hasta nuestros días y del que sólo se conocen los fragmentos mencionados por fray Malaquías de la Vega, mencionó a su hija Leonor Enríquez y le legó 30.000 maravedís.
Aunque se desconoce cuándo falleció Juan de Novoa, algunos autores afirman que otorgó un primer testamento en 1400 y otro el 20 de noviembre de 1406. Y este último fue ratificado en nombre del otorgante por el abad del monasterio de Oseira y por el chantre de la catedral de Orense, y en él el testador nombró como albaceas, según José Crespo Pozo, a su cuñado Fadrique Enríquez, que era hermano o hermanastro de Leonor, y al hijo de Fadrique, Alonso de Castro, que falleció a edad temprana. Y hay constancia de que Juan de Novoa ya había muerto en 1414 y de que sus hijos fallecieron antes que él, por lo que el señorío de su casa pasó a manos de su hermano, Pedro Yáñez de Novoa, que estaba casado con María Méndez de Ambia.
Leonor Enríquez volvió a contraer matrimonio, y antes de 1414, con García Díaz de Cadórniga, que fue su segundo esposo y era hijo de Pedro Díaz de Cadórniga. Y el 1 de octubre de 1414, estando ya casada por segunda vez, y según consta en un documento del Archivo ducal de Medinaceli, Leonor vendió a su hermano o hermanastro, el duque Fadrique Enríquez, y por una suma de 6.000 doblas de oro, una gran parte de sus posesiones, entre las que figuraban la fortaleza de Mandiá y las casas de «Manzaneda o Maceda» y de Aday.

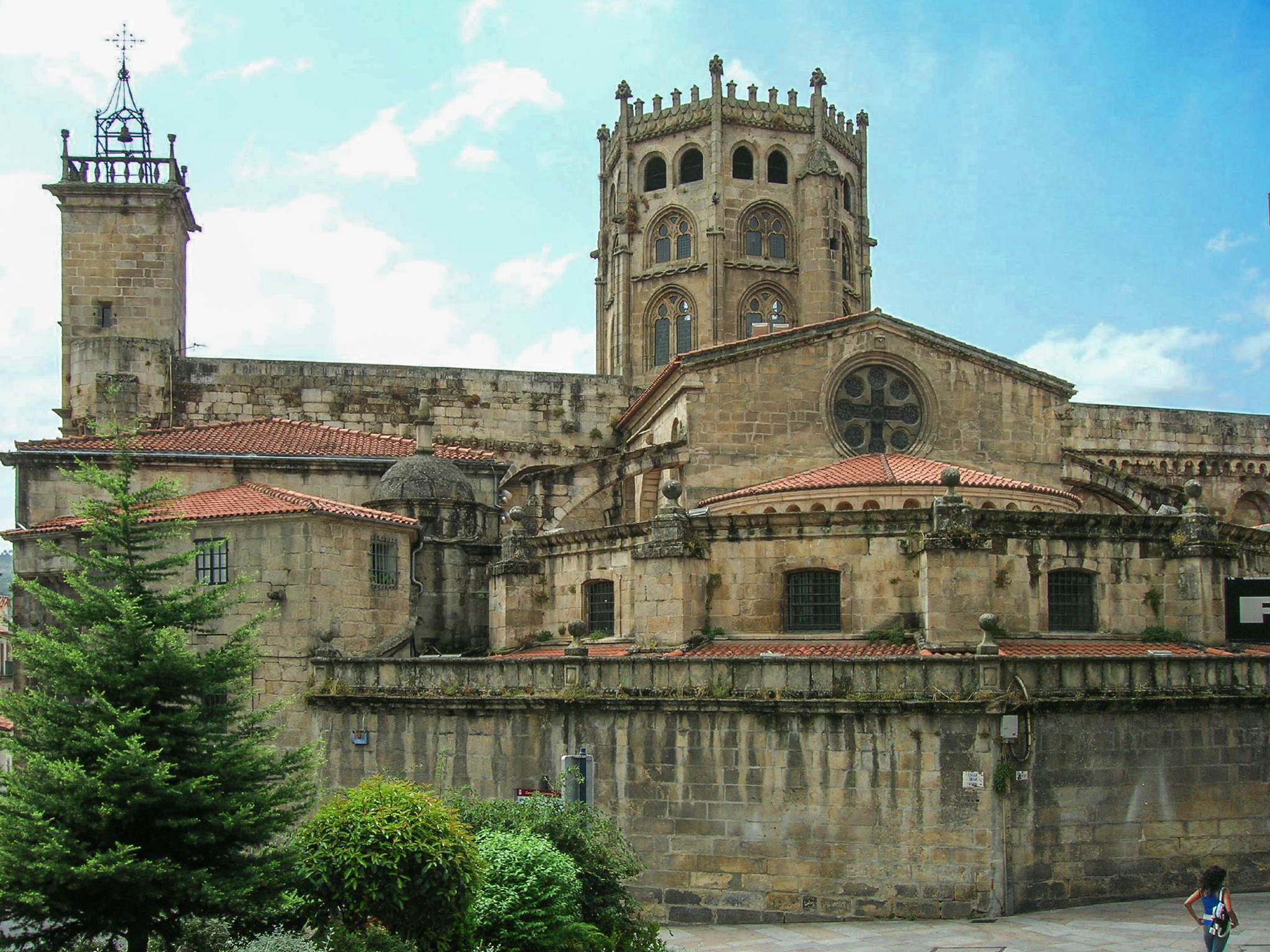
Catedral de Orense.

Sin embargo, en la carta por la que García Díaz de Cadórniga, a quien se refieren como «escudero», condedió a su esposa Leonor permiso para que esta última pudiera vender a su hermano o hermanastro Fadrique todos esos bienes, y que fue otorgada el 26 de octubre de 1414 en el municipio lucense de la Puebla del Brollón, se especificó que le pertenecían a ella «por herencia de sus hijos», Suero Yáñez y María, que habían nacido de su primer matrimonio con Juan de Novoa, y que eran un conjunto de señoríos, rentas y bienes muebles y raíces. Y, por otra parte, Pardo de Guevara y Valdés señaló que en el siglo XV los Cadórniga de la ciudad de Orense incluyeron en su escudo de armas los lobos de los Osorio como señal de sumisión hacia esta última familia, que en esa época poseía el condado de Lemos.
Aunque se desconoce cuándo se celebró el matrimonio de Leonor con García Díaz de Cadórniga, María Jesús Baz Vicente señaló que tanto su padre como su hermano o hermanastro, el duque Fadrique Enríquez, que aspiraron mientras vivieron a ser los mayores señores de Galicia, emplearon a las «mujeres de sus casas», como en el caso de Leonor, para asegurarse la lealtad de «nuevos caballeros de acostamiento». Y de ese modo las hermanas o hermanastras Leonor y Constanza Enríquez se casaron respectivamente con Juan de Novoa y con Pedro Díaz de Cadórniga, que eran dos nobles gallegos destacados o «de peso» en aquella época.
En 1424 Leonor Enríquez cedió a su hermano o hermanastro, el duque Fadrique Enríquez, todas las posesiones que su padre le había legado y que según señaló Alfonso Franco Silva consistían en los siguientes bienes:

La casa de Manzaneda, la de Pozos, Carredelo, Bilaribo, los cotos de Sarudianes, Parada, Sotomayor, Consinde, Bustavalle, Pruera, Castro, Villar, las rentas de Trollo y los Dureros, los tocinos y carneros de San Andrés de Castro Dalbán y los casares y heredades de la Porta, Fontezas, Torrega, Tein, Ojeen y algunos cotos más en el reino de Galicia.

Se desconoce su fecha exacta de defunción, pero Leonor Enríquez debió fallecer después de 1424.

## Sepultura

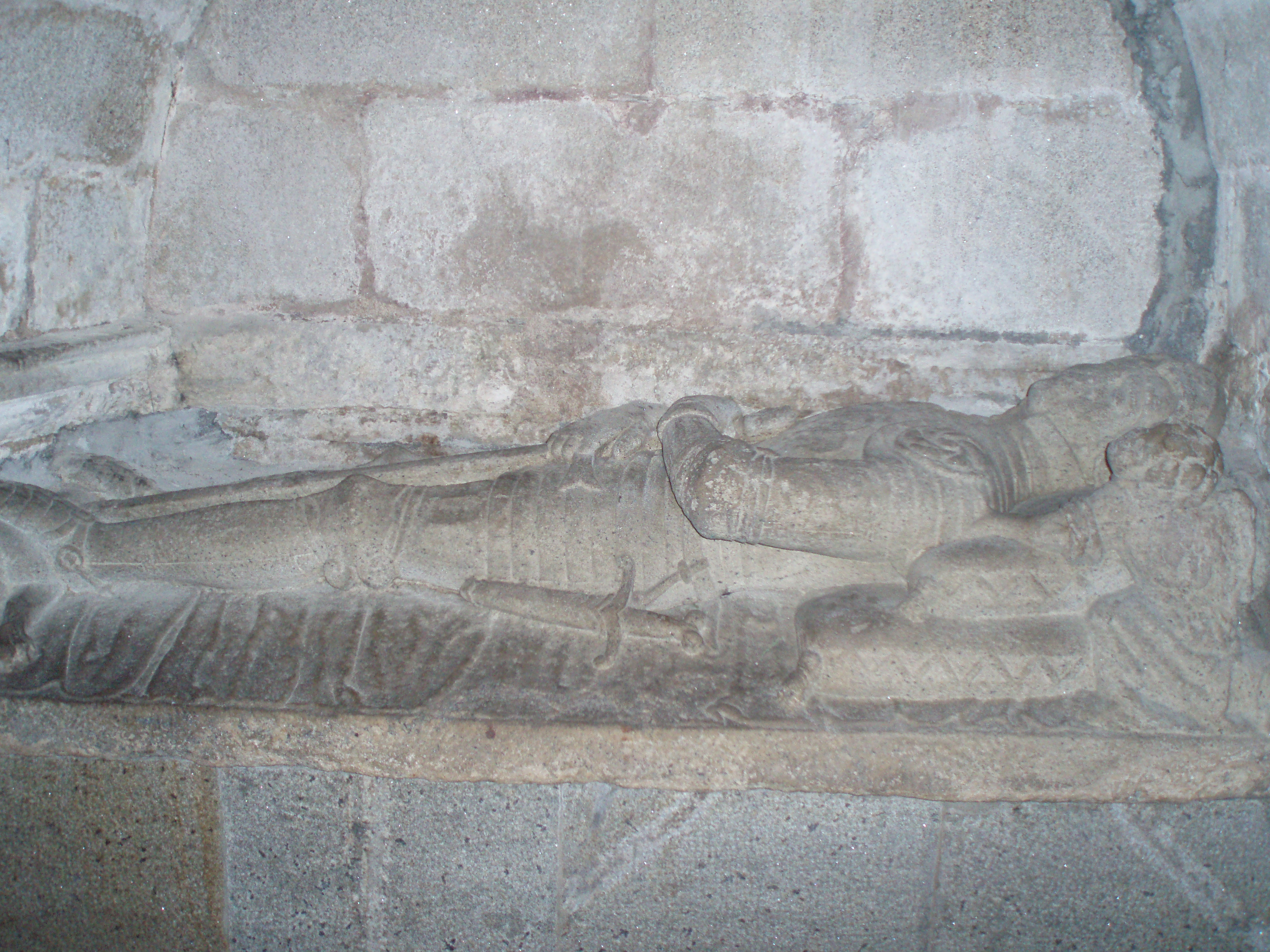
Sepulcro atribuido al conde Pedro Enríquez de Castilla, padre de Leonor Enríquez. (Iglesia de San Pedro de Lugo).

Fue sepultada, según Chamoso Lamas, en la iglesia de San Martín de La Mezquita, que según dicho autor había sido reformada por voluntad de Leonor y de su segundo esposo, García Díaz de Cadórniga. Y según la mayoría de los historiadores, los sepulcros de ambos se encuentran en el lado del Evangelio del crucero de ese templo y alojados en un «monumental mausoleo de gusto clásico» construido a principios del siglo XVII que contiene dos arcos de medio punto rematados por un frontón recto de estilo clásico. Sin embargo, otros autores aseguran que la identificación de Chamoso Lamas es errónea y que esos sepulcros no corresponden ni a Leonor Enríquez ni a su segundo esposo, y otros afirman que aunque era frecuente durante la Edad Media colocar epitafios en los sepulcros que permitieran identificar a los allí sepultados, en los atribuidos a Leonor y a su segundo esposo no hay ninguno que permita saberlo con seguridad, y por ello los historiadores no coinciden en sus opiniones. Y Chamoso Lamas señaló que las estatuas yacentes atribuidas a Leonor Enríquez y a su esposo:

Acusan un arte fluido y realista propio del siglo XVI, que se desprende de los resabios y de las congeladas fórmulas medievales para llevar a las figuras la novedad de una visión directa del natural. Se llega aquí al empleo de una técnica y de un sentido artístico más amplio y humanizado que cuida del modelado y sabe destacar los contornos de las masas con graciosa precisión.

La estatua yacente que supuestamente representa a Leonor Enríquez la muestra revestida con un manto cruzado que la cubre desde la cabeza hasta los pies aunque con el rostro y sus manos visibles, y estas últimas están colocadas juntas y rectas sobre su pecho y en actitud orante. Y a los pies de su estatua y de la de su esposo aparece un perro, aunque otros autores aseguran que en el sepulcro no hay ni animales ni otros objetos como libros, rosarios o joyas, ya que se intentó seguir al esculpirlos los dictados del Concilio de Trento en cuanto a austeridad y sencillez.

## Matrimonio y descendencia
Leonor Enríquez se casó por primera vez, y antes de 1394, con Juan de Novoa, que era hijo de Juan Pérez de Novoa y de Elvira de Parada, y fruto de su matrimonio nacieron dos hijos:
- María de Novoa.[55][25]
- Suero Yáñez de Novoa.[55][25] Falleció probablemente sin dejar descendencia, ya que los bienes de su padre fueron heredados por su tío, Pedro Yáñez de Novoa.[28]

De su matrimonio con García Díaz de Cadórniga, que era hijo de Pedro Díaz de Cadórniga, nació un hijo según algunos autores:
- Pedro Díaz de Cadórniga. Según fray Malaquías de la Vega contrajo matrimonio con Constanza Enríquez, que era hermana o hermanastra de la propia Leonor Enríquez,[42] y Pardo de Guevara y Valdés también señaló que «probablemente» esta filiación fuera correcta,[56] aunque otros afirmaron que Pedro Díaz de Cadórniga era hijo de García Díaz de Cadórniga y de una dama llamada Beatriz de Castro, según consta en el testamento que esta última otorgó en 1478 y en otros documentos.[57][58] Y aunque la veracidad del matrimonio de Leonor Enríquez con García Díaz está plenamente confirmada en un documento de 1414, García-Fernández insistió en que reconstruir la genealogía de estos personajes es muy complicado debido a los escasos documentos conservados.[59] Pero otros autores afirmaron que el hijo de Leonor y de su segundo esposo se llamaba como su padre, García Díaz de Cadórniga, y también que este último contrajo matrimonio con Mayor Álvarez de Losada, con quien tuvo varios hijos.[60]